# La Lecture (nouvelle)
Pour les articles homonymes, voir La Lecture.
La Lecture (en russe : Tchenie) est une nouvelle d'Anton Tchekhov, parue en 1884.

## Historique
La Lecture est initialement publiée dans la revue russe Les Éclats, no 12, du 24 mars 1884, sous le pseudonyme A.Tchékhonté.
Les notes de l'édition dans la Bibliothèque de la Pléiade mentionne que le premier titre de cette nouvelle était Attention au feu. 

## Résumé
Ivan Pétrovitch Sémipalatov, chef de service au théâtre, prend une nouvelle lubie pour faire plaisir au directeur. Il impose à ses auteurs de lire : « Lisez et vous constaterez tout de suite que votre horizon se transforme radicalement ».
Le lendemain, Merdaïev doit lire Le Comte de Monte-Cristo.., mais il ne peut pas : « Je ne comprends rien…. C’est des espèces d’étrangers... »  Et il se met à boire. Podkhodtsev doit lire Le Juif errant, mais il se met à insulter un confrère, Smirnov, qui devient alcoolique. 
Deux mois plus tard, Sémipalatov reconnaît son erreur et lève l’obligation.

## Édition française
- La Lecture, traduit par Madeleine Durand et André Radiguet (révisé par Lily Denis), in Œuvres I, Paris, Éditions Gallimard, coll. « Bibliothèque de la Pléiade » no 197, 1968  (ISBN 978-2-07-0105-49-6).